# Muscle sartorius
Pour l'homme politique espagnol, voir Luis José Sartorius.

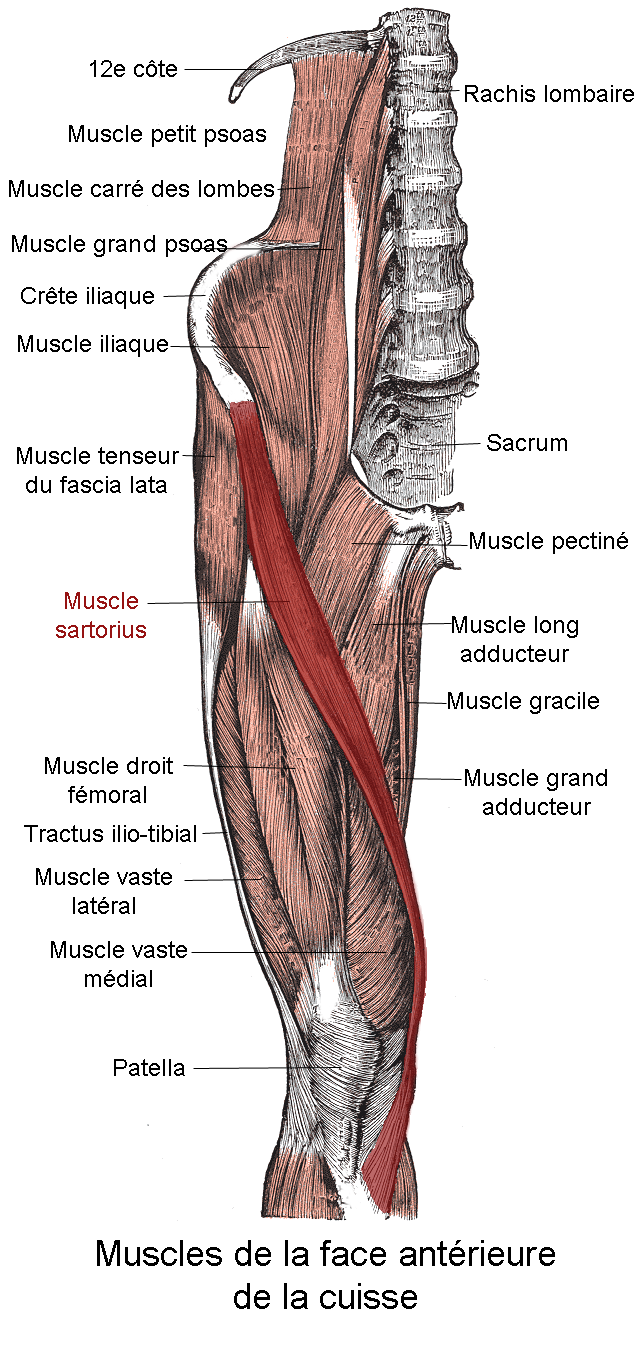
Le muscle sartorius

Le muscle sartorius (musculus sartorius), anciennement appelé muscle couturier, est un muscle du membre inférieur.

## Description
Le muscle sartorius se situe dans le plan superficiel de la loge antérieure fémorale.
C'est un long muscle rubané aplati en forme de « S » italique allongé qui relie l'os coxal au tibia..
C'est le muscle le plus long du corps humain.

## Origine
Le muscle sartorius se fixe sur la face latérale de l'épine iliaque antérieure et supérieure.

## Trajet
Le muscle sartorius est contenu dans le fascia lata.
Ses fibres sont dirigées vers le bas, en dedans et en arrière, passant en diagonale en croisant la face antérieure de la cuisse. Elles arrivent au bord médial de la cuisse à mi-hauteur, pour se dirige ensuite à la verticale vers le bas en direction du genou.
Il forme la paroi médiale du canal des adducteurs.

## Terminaison
Le muscle sartorius se termine par un large tendon qui vient s'insérer sur la partie antéro-médiale de l’extrémité proximale du tibia, en avant des insertions du muscle gracile, en haut, et du muscle semi-tendineux en bas. L'épanouissement de ces trois tendons sur le sommet du tibia prend le nom de patte d'oie.
Ce muscle glisse sur une bourse synoviale au niveau de son tendon inférieur pour minimiser les frottements contre le condyle médial du tibia : la bourse ansérine.
Au niveau de la patte d'oie, les bourses subtendineuses du muscle sartorius sépare son tendon de ceux des muscles semi-tendineux et gracile.

## Innervation
Le muscle sartorius est innervé par une branche du nerf fémoral : le nerf musculo-cutané externe. Ce dernier donnera un rameau moteur pour le muscle sartorius, mais aussi un rameau sensitif.

## Vascularisation
Le muscle sartorius est vascularisé par l'artère fémorale.

## Anatomie fonctionnelle
Le muscle sartorius est polyarticulaire : 
- au niveau de l'articulation du genou, il fléchit et porte en adduction la jambe par rapport à la cuisse,
- au niveau de l'articulation coxale, il fléchit la cuisse sur le bassin et la porte en abduction.

Il permet de prendre la position assise en tailleur d'où son nom en ancienne nomenclature (muscle couturier).

## Aspect clinique
La bursite de la patte d'oie provoquée par une inflammation de la bourse ansérine peut perturber l'usage du muscle sartorius.

## Galerie

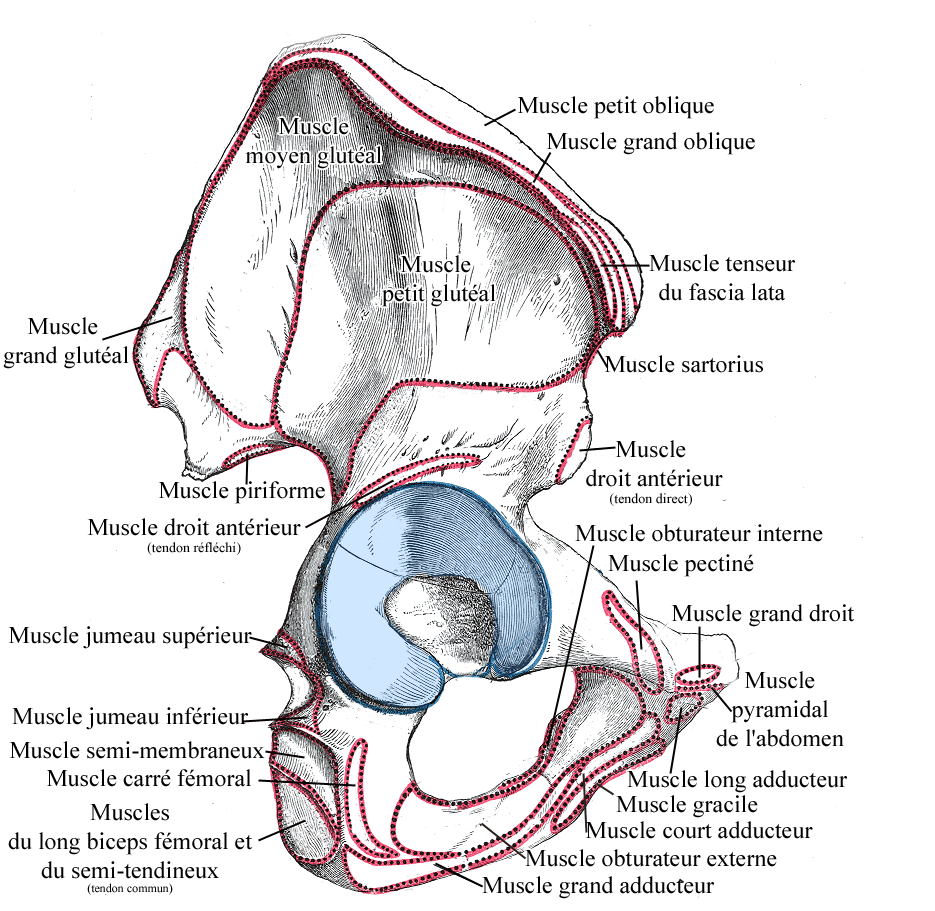
Os coxal droit. Vue externe. Insertions musculaires.
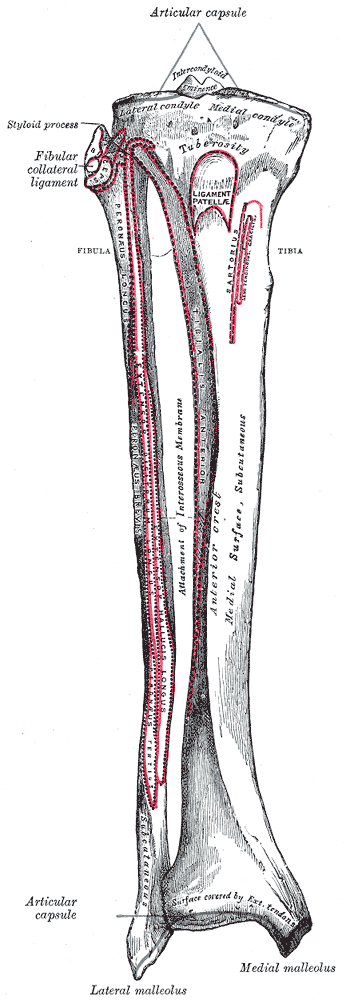
Face antérieure des os de la jambe